# Ligia platycephala
Ligia platycephala là một loài chân đều trong họ Ligiidae. Loài này được Van Name miêu tả khoa học năm 1925.